# 반다해판

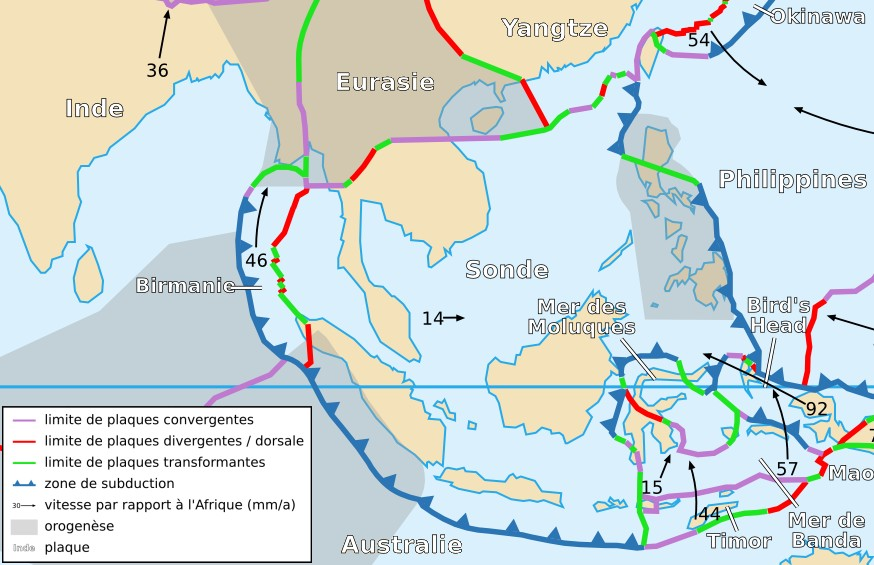
반다해판("Mer de Banda"(프랑스어))

반다해판은 동남아시아의 반다해 밑에 위치한 작은 판이다. 반다 제도, 스람섬, 술라웨시섬의 일부가 포함된다. 동쪽부터 시계방향으로 뉴기니 서부의 새머리판(버즈헤드판), 오스트레일리아판, 티모르판, 순다판, 몰루카해판과 만난다.
서쪽의 수렴 경계는 술라웨시섬 서부의 산맥 형성에 기여했으며, 스람섬 근처의 동쪽과 남동쪽 경계에서는 티모르판과 만나 섭입대를 형성하고 있다. 소규모의 지구가 술라웨시섬 중앙에 존재하며 지진 활동도 매우 활발하여 화산활동과 강진도 자주 발생하고 있다. 가장 규모가 컸던 것은 1938년에 발생한 반다해 지진으로 리히터 규모는 8.5였다.

## 참고
- Bird, P. (2003). “An updated digital model of plate boundaries”. 《Geochemistry, Geophysics, Geosystems》 4 (3): 1027. doi:10.1029/2001GC000252.